# Pompeu (polític)
Pompeu (en llatí Pompeius o Pompaeus) va ser un polític romà que va viure al segle ii aC. Era possiblement fill de Quint Pompeu Aule. Formava part de la gens Pompeia.
Va ser un dels opositors de Tiberi Grac, i un dels que el va perseguir abans de la seva mort l'any 133 aC. Pompeu havia promès que acusaria Grac quan aquest acabés el seu mandat de tribú de la plebs, ja que per alguna visita a casa seva li constava que havia rebut una corona i robes de porpra d'Eudem de Pèrgam.
És possible que aquest Pompeu fos el mateix que Quint Pompeu Aule, del que alguns autors diuen que era el seu pare. Pompeu Aule tenia terres públiques que feia produir privadament, i per això hauria anat contra les reformes de Tiberi Grac.